# Герб Терраша-де-Бору
Ге́рб Те́рраша-де-Бо́ру — офіційний символ містечка Терраш-де-Бору, Португалія. Використовується як територіальний герб. У срібному щиті зелена гора, на якій стоїть піренейський козел натурального кольору. Щит увінчує срібна мурована містечкова корона з чотирма вежами.  Під щитом біла стрічка, на якій великими літерами напис португальською: «Terras de Bouro» (Терраш-де-Бору).  Офіційно затверджений 4 листопада 1955 року.  

## Галерея

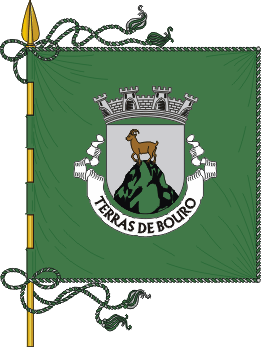
Прапор
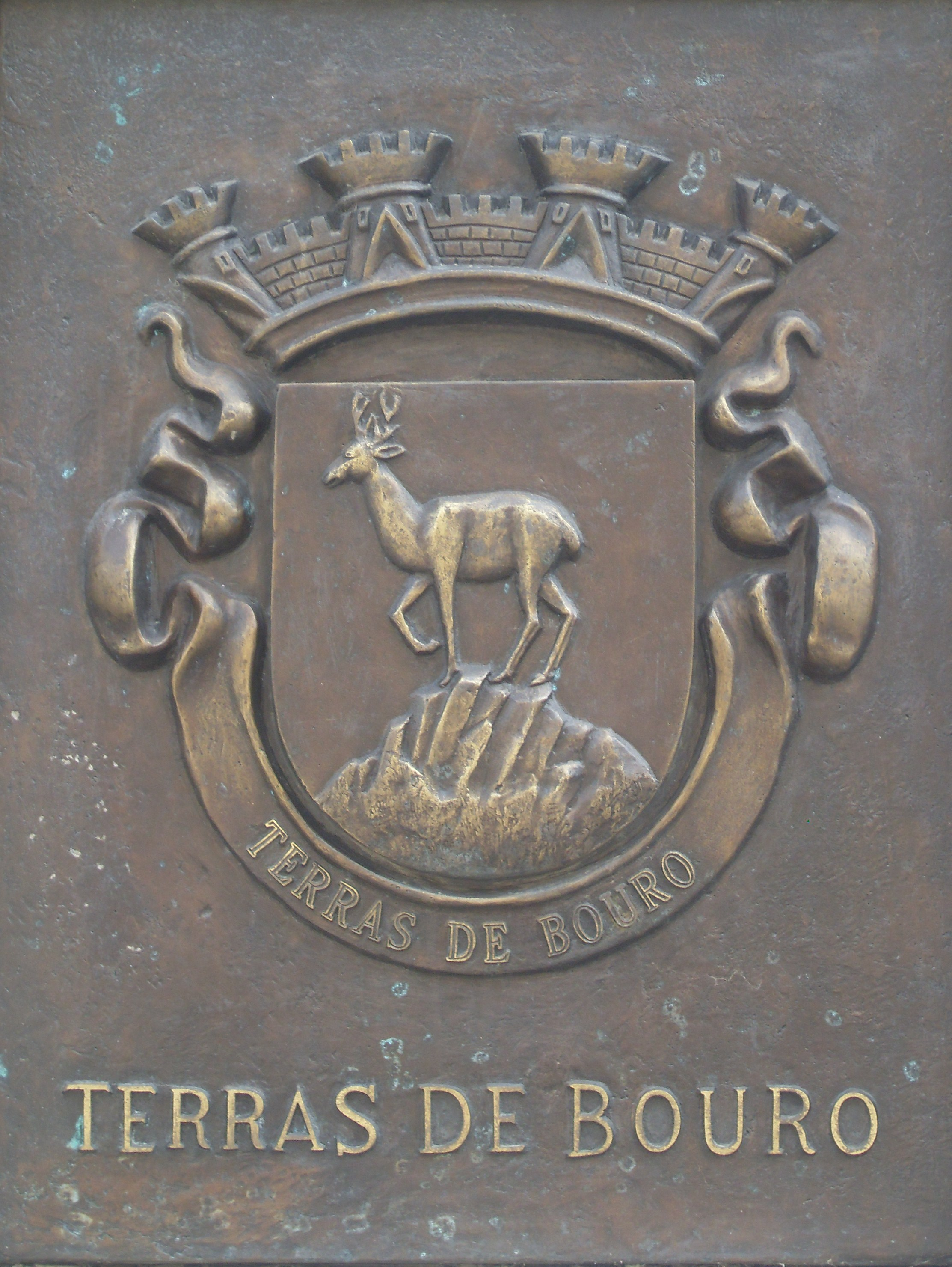
Герб (2001)